# Isoton (Kernphysik)
Die Nuklide zweier unterschiedlicher chemischer Elemente (damit auch von unterschiedlicher Kernladungszahl) werden Isotone genannt, wenn ihre Atomkerne die gleiche Anzahl von Neutronen haben. Das Wort Isoton ist ein Kunstwort, das von Isotop durch die Ersetzung des p durch ein n (für Neutron) abgeleitet ist.

## Beispiele
- 2H und 3He
- 13C und 14N